# Episkopí (ort i Grekland, Mellersta Makedonien, Nomós Imathías, lat 40,59, long 22,36)
Episkopí är en ort i Grekland.   Den ligger i prefekturen Nomós Imathías och regionen Mellersta Makedonien, i den norra delen av landet, 300 km norr om huvudstaden Aten. Episkopí ligger 10 meter över havet och antalet invånare är 668.
Terrängen runt Episkopí är platt, och sluttar norrut. Runt Episkopí är det ganska tätbefolkat, med 72 invånare per kvadratkilometer. Närmaste större samhälle är Véroia, 15,6 km sydväst om Episkopí. Trakten runt Episkopí består till största delen av jordbruksmark.